# Episodi di LEGO Ninjago (quarta stagione)
La quarta stagione, della serie animata Ninjago: Masters of Spinjitzu, sottotitolata Il torneo degli elementi (Tournament of Elements), composta da dieci episodi, è stata trasmessa negli Stati Uniti d'America su Cartoon Network dal 23 febbraio al 3 aprile 2015.
In Italia, a differenza delle altre stagioni che solitamente arrivavano circa tre mesi dopo dalla trasmissione originale, è stata trasmessa sul canale Boing dal 16 marzo al 27 marzo 2015.
La stagione è stata aggiunta su Netflix Italia il 14 aprile 2022, ma è anche disponibile sul canale YouTube della LEGO.
La stagione ha segnato la prima uscita di due stagioni in un anno, sostituendo la precedente programmazione di una stagione all'anno.
l'antagonista principale di ninjago stagione 4 sono: Maestro Chen e Clouse
| nº | Titolo originale         | Titolo italiano              | Prima TV USA     | Prima TV Italia |
| -- | ------------------------ | ---------------------------- | ---------------- | --------------- |
| 1  | The Invitation           | L'invito                     | 23 febbraio 2015 | 16 marzo 2015   |
| 2  | Only One Can Remain      | Solo uno può sopravvivere    | 2 marzo 2015     | 17 marzo 2015   |
| 3  | Versus                   | Lo scontro                   | 9 marzo 2015     | 18 marzo 2015   |
| 4  | Ninja Roll               | Involtino di ninja           | 16 marzo 2015    | 19 marzo 2015   |
| 5  | Spy For a Spy            | Spia per spia                | 23 marzo 2015    | 20 marzo 2015   |
| 6  | Spellbound               | Incantato                    | 30 marzo 2015    | 23 marzo 2015   |
| 7  | The Forgotten Element    | L'elemento dimenticato       | 31 marzo 2015    | 24 marzo 2015   |
| 8  | The Day of The Dragon    | Il giorno del drago          | 1º aprile 2015   | 25 marzo 2015   |
| 9  | The Greatest Fear of All | La paura più grande di tutte | 2 aprile 2015    | 26 marzo 2015   |
| 10 | The Corridor of Elders   | Il corridoio degli anziani   | 3 aprile 2015    | 27 marzo 2015   |

## L'invito
- Titolo originale: The Invitation
- Diretto da: Trylle Vilstrup
- Scritto da: Dan Hageman e Kevin Hageman

### Trama
Zane è scomparso e i ninja, dispiaciuti, si dividono: Jay dirige un programma televisivo, Cole fa finta di essere una persona normale che lavora come boscaiolo, Kai, visto che non c'è più un nemico da combattere e lui non può vivere senza la lotta, diventa lo Shogun Rosso in un fight club, dove è il campione imbattibile. Lloyd, invece, continua ad allenarsi con Sensei Wu, con Nya e con Cyrus Borg e i suoi nindroidi. Quest'ultimo lo convince a riunire la squadra, così Kai, Cole, Jay e Lloyd si incontrano nel ristorante di Chen, un famoso gestore di noodles. Poco dopo che sono entrati un gruppo di criminali ruba dei soldi, ma i ninja li inseguono. I malviventi scappano e si ritrovano in un vicolo dove però c'è una porta ed entrano. Quando i ninja aprono la porta i criminali sono scomparsi, ma c'è un messaggio di Chen che li costringe a partecipare al torneo degli elementi ricattandoli, dicendo che Zane è vivo. Per questo i ninja decidono di partire per ritrovare Zane, ma non sanno cosa li aspetta.

## Solo uno può sopravvivere
- Titolo originale: Only One Can Remain
- Diretto da: Michael Helmuth Hansen
- Scritto da: Dan Hageman e Kevin Hageman

### Trama
Una volta arrivati sull'isola Clouse (servo di Chen) dice alle serve vestite da kabuki di mostrare ai combattenti degli elementi le loro stanze. Poco dopo Chen convoca i combattenti nella sala da pranzo per spiegare loro le regole del torneo. Una volta che i combattenti tornano nelle loro stanze suona una campana che segnala l'inizio di un torneo. Lo scopo di questa partita è quello di trovare tutte le lame di Jada e metterle in un contenitore. Alla fine della gara manca una Lama di Jada e così Kai, maestro del fuoco, e Karlof, maestro del metallo, lottano per conquistarla. Vince Karlof, ma Kai, con furbizia, gliela riprende e la mette nel contenitore. Karlof perde e va in una fabbrica. Chen dona ai ninja nuovi costumi e Kai se ne vanta. Poco dopo Cole scopre che il letto di Kai è un passaggio segreto per passare sotto l'isola di Chen e scoprono che lo scopo del torneo è quello di rubare i poteri ai combattenti. Devono scappare perché li hanno scoperti e perché il secondo serpente più grande del mondo li vuole divorare. L'episodio finisce quando Kai annuncia che se devono scoprire dove si trova Zane lo faranno secondo le regole di Chen. Intanto Nya, per ordine di Sensei Wu, prende un veicolo e gira per tutta Ninjago per scoprire dove si trovano i ninja.

## Lo scontro
- Titolo originale: Versus
- Diretto da: Jens Møller
- Scritto da: Dan Hageman e Kevin Hageman

### Trama
Jay e Cole continuano a litigare per l'amore di Nya perfino di mattina in mezzo ai combattenti degli elementi. A un certo punto Chen annuncia che il maestro della mente e il maestro della natura devono fare un combattimento, poi annuncia che il maestro della velocità e il maestro della gravità devono affrontarsi. infine annuncia che il maestro del fumo e il maestro del fuoco, cioè Kai, si devono affrontare. Lo scopo di questo torneo è quello di combattere e prendere per primo la lama di Jada. Nel primo combattimento vince la mente, nel secondo vince la velocità e nel terzo Kai. Gli altri combattenti che hanno perso vanno nella fabbrica, dove Chen ritira loro i poteri. Clouse avverte Chen che i ninja sanno tutto del loro piano e quindi suggerisce di usare la magia, ma Chen dice che ci sono modi più divertenti per farlo. Quando i ninja vanno a controllare il tabellone dei combattimenti vedono che Jay e Cole si devono affrontare. Neuro viene obbligato dai ninja a trovare un modo per non farli combattere: legge nella mente di Clouse e vede che a pagina 149 c'è un incantesimo. Ma non ha scoperto abbastanza per non farli combattere. Alla fine Cole e Jay si dicono che loro erano migliori amici e quindi ritornano a esserlo, ma Chen, stanco, dice che se uno dei due non vince, non vince nessuno. Così Cole si sacrifica e dà la lama a Jay, perciò il primo va alla fabbrica dove Chen, con il suo bastone, gli ruba i poteri.

## Involtino di ninja
- Titolo originale: Ninja Roll
- Diretto da: Peter Hausne
- Scritto da: Dan Hageman e Kevin Hageman

### Trama
Dopo la sconfitta di Jacob, il Maestro del Suono, contro Skylor, viene portato nella fabbrica sotterranea di Chen, dove tenta la fuga. Clouse cattura Jacob e ne fa un esempio, trascinandolo a "nutrire" il secondo serpente più grande di Ninjago. Cole, ormai impotente, trova Zane rinchiuso e promette di farli uscire entrambi. Nel frattempo, Nya usa il suo nuovo veicolo per localizzare l'isola di Chen e trovare il ninja, ma Dareth finisce per venire con lei. Ai maestri elementali vengono dati dei pattini a rotelle in un evento chiamato Thunderblade, in cui Lloyd e Camille, Maestro della Forma, devono completare il maggior numero di giri possibili portando con sé una Lama di Giada, mentre gli altri maestri elementali corrono per aiutarli o rallentarli. Il ninja diffonde la notizia dei piani di Chen tra gli altri maestri elementali, che scelgono di aiutare Lloyd e di sopraffare Camille. Camille taglia il traguardo prima di Lloyd, ma finisce per far cadere la sua Lama di Giada, portando alla vittoria di Lloyd. I ninja si guadagnano la fiducia di molti altri concorrenti.

## Spia per spia
- Titolo originale: Spy For a Spy
- Diretto da: Trylle Vilstrup
- Scritto da: Dan Hageman e Kevin Hageman

### Trama
I Ninja si alleano con i Maestri Elementali dopo averli convinti del piano di Chen. Chen insiste sul fatto che i poteri elementali raccolti saranno conferiti al vincitore del torneo. Rivela inoltre di avere una spia tra i Maestri Elementali, che iniziano a diffidare l'uno dell'altro, indebolendo l'alleanza. Nya entra nel palazzo di Chen, travestita da uno dei suoi attendenti, e ruba la pagina 149 del libro di incantesimi di Clouse, che si rivela in grado di trasformare i seguaci di Chen in Anacondrai.

## Incantato
- Titolo originale: Spellbound
- Diretto da: Michael Helmuth Hansen
- Scritto da: Dan Hageman e Kevin Hageman

### Trama
Chen scopre che Nya è sull'isola ed è in possesso dell'incantesimo rubato. Dice ai combattenti che chi la troverà vincerà il torneo. Lloyd impara a creare un drago senza il suo Potere d'Oro e, insieme al padre, si imbatte nel luogo in cui si svolse una grande battaglia tra i Maestri Elementali e gli Anacondrai. Garmadon rivela che fu il Maestro Chen a convincere entrambe le parti a dichiarare guerra. In seguito alla guerra, i generali Anacondrai furono banditi nel Regno Maledetto, mentre i Serpentini rimasti furono rinchiusi nelle tombe. Mentre i Maestri Elementali sono nella giungla, Chen li cattura tutti, tranne Lloyd, che non ha preso nessuno dei "doni" che avrebbero permesso a Chen di rintracciarlo. Skylor si rivela essere la spia e la figlia di Chen.

## L'elemento dimenticato
- Titolo originale: The Forgotten Element
- Diretto da: Jens Møller
- Scritto da: Dan Hageman e Kevin Hageman

### Trama
Chen ruba i poteri di tutti i Maestri Elementali e ha bisogno solo di quello di Lloyd per completare l'incantesimo. Nel frattempo, Cole, Zane e Karlof guidano i Maestri Elementali imprigionati nella fuga dalla fabbrica, utilizzando un Roto Jet di fortuna. Chen fa in modo che Kai tradisca Lloyd e lo induca a combattere contro Chen, che usa tutti gli altri Poteri Elementali contro Lloyd, sconfiggendo il Ninja Verde e rubandogli i poteri. Tuttavia, Kai e Skylor prendono il bastone di Chen e lo distruggono, ripristinando i poteri di tutti i Maestri Elementali.

## Il giorno del drago
- Titolo originale: The Day of the Dragon
- Diretto da: Peter Hausner
- Scritto da: Dan Hageman e Kevin Hageman

### Trama
Clouse ritiene che il potere di Ambra di Skylor, che può assorbire e copiare i poteri elementali, possa ancora essere usato per l'incantesimo. Kai riesce a trovare Skylor e cerca di aiutarla a fuggire, ma viene catturato. Clouse combatte contro Garmadon e cerca di bandirlo nel Regno Maledetto, ma Garmadon scappa e Clouse viene bandito. Chen riesce a completare l'incantesimo di Clouse senza di lui, trasformando se stesso, i suoi seguaci e tutti coloro che hanno il simbolo di Anacondrai sulla schiena (compresi Skylor e Garmadon) in Anacondrai. Mentre lui e il suo esercito tornano a Ninjago, Kai e Skylor fuggono. I Maestri Elementali apprendono da Zane che hanno il potere di creare il proprio drago e seguono Chen e il suo esercito. Jacob si rivela vivo, essendo stato incaricato di nutrire il serpente, anziché essere nutrito da lui.

## La paura più grande di tutte
- Titolo originale: The Greatest Fear of All
- Diretto da: Per During Risager
- Scritto da: Dan Hageman e Kevin Hageman

### Trama
L'incantesimo che ha trasformato Chen e i suoi seguaci in Anacondrai inizia a svanire e Chen ha bisogno dell'essenza di un vero Anacondrai per renderlo permanente. Le sue forze irrompono nella prigione del Cryptarium, dove i Ninja stanno visitando il rimpicciolito Pythor. Chen estrae l'essenza di Pythor, completando la trasformazione, e carica apparentemente il suo esercito su camion di noodle per spedirli in varie località. I Maestri Elementali li intercettano, rendendosi conto troppo tardi di essere caduti in un diversivo, poiché il grosso dei guerrieri anacondrai di Chen sta attaccando Ninjago City.

## Il corridoio degli anziani
- Titolo originale: The Corridor of Elders
- Diretto da: Trylle Vilstrup
- Scritto da: Dan Hageman e Kevin Hageman

### Trama
Skyler scende in campo, affrontando il padre sul suo veicolo. Tuttavia Chen allarga la gola e costringe gli uomini a combattere su due fronti, e tutto sembra perduto; arriva però Pythor, che sale sul vascello dei ninja insieme a Lloyd e spiega il suo piano: liberare dal Regno Maledetto gli spiriti dei Generali Anacondrai, così che li aiutino contro Chen. Tuttavia per farlo occorre un sacrificio; Garmadon decide di compierlo e apre un portale verso il Regno Maledetto, venendo risucchiato da esso poco dopo essersi riconciliato con Wu. Subito dopo gli spiriti dei Generali Anacondrai attaccano l'esercito di Chen guidati da Arcturus, infuriati per il tentativo di Chen di imitarli; spediscono così i Falsi Anacondrai nel Regno Maledetto e catturano Chen gettandolo nel portale, rinchiudendolo subito dopo. La guerra è vinta e Arcturus si rivolge a Lloyd, ringraziandolo; dopodiché restituisce a Pythor le sue vere dimensioni, come premio per avere contribuito alla vittoria. Dopodiché volano via e il vascello atterra nel Corridoio degli Anziani; Pythor si riunisce alle Serpentine, che lo perdonano per la faccenda del Great Devourer, mentre Kai ritrova Skyler, che gli comunica che ha intenzione di andarsene; i due si salutano e promettono di rincontrarsi. Nella notte, Lloyd e i ninja, insieme a Sensei Wu e Misako, distruggono il libro magico e onorano Garmadon, per il quale viene eretta una statua nel corridoio degli Anziani.